# Entretien d'évaluation
L'entretien d'évaluation est un entretien qui a pour but de fixer des objectifs à atteindre au personnel pour une période déterminée, et leur évaluation pour le passé, en fonction de l'ensemble des priorités, des connaissances, de l'expérience et des comportements et aptitudes. Il s'agit d'une explicitation fine des missions afin de déterminer les compétences nécessaires à leur exercice et les actions de formations destinées à acquérir et à améliorer ces compétences. Des actions (avec éventuellement des délais) sont ainsi décidées pour faciliter et/ou améliorer le travail de l'évalué.
Pour être efficace, un entretien d'évaluation doit déboucher sur des engagements mutuels sous forme d'objectifs et de moyens. Les objectifs sont déterminés par rapport aux missions générales de la structure, et ne sont pas uniquement quantitatifs (augmenter la production de 20 % ne peut être un objectif satisfaisant en lui-même si aucun autre ne l'accompagne). Les objectifs doivent également prévoir l'acquisition de nouvelles compétences, etc. Les moyens peuvent être fournis sous forme de formation, d'embauche, d'investissements, de redéploiement des tâches, etc.
À partir des objectifs définis lors de l'entretien de l'année N-1, l'entretien de l'année N pourra commencer par un bilan de réalisation de ces objectifs, une discussion sur les écarts constatés, avant de fixer de nouveaux objectifs avec en contrepartie de nouveaux moyens.

## Dans le contexte de la fonction publique en France

### Mise en place
L'entretien d'évaluation a d'abord été introduit dans certaines collectivités territoriales, l'un des premiers départements à le mettre en place fut la Drôme en 1990. Il s'est diffusé lentement pour être véritablement en place en 2003.

### Périodicité
Il est annuel et non obligatoire, tout comme la notation s'il est prévu dans un accord collectif car la loi ne dispose pas l'obligation. Il est à l'initiative de l'employeur. Le salarié ne peut en aucun cas refuser d'y participer. Une fois qu'il a été mis en place une fois, l'opération doit être renouvelée tous les ans.

### Objectif
Le but de ces différentes démarches est d'améliorer la performance des hommes et des organisations, dans le cadre de leur mission fondamentale qui est de servir la communauté des parties prenantes (clients, citoyens, collectivité, etc.). Il est donc important que l' interviewer comme l' interviewé comprennent que la finalité de l'entretien est de promouvoir l'échange dans une démarche d'attitude positive et de progrès. Conçu et réalisé ainsi, il sera souhaité par les parties en présence, il aura lieu véritablement et ne sera pas détourné de sa finalité, le formalisme l'emportant sur Le fond.

### Le cas de la fonction publique hospitalière française
La Haute Autorité de santé (HAS) demande dans le cadre de la certification des établissements de santé que durant l'évaluation « des objectifs soient fixés pour l'année suivante et que les besoins individuels en formation soient identifiés ».
L'évaluation est une obligation légale pour tous les agents stagiaires et titulaires dans la fonction publique hospitalière.
L'évaluation est annuelle. Elle comporte 2 aspects:un aspect d'appréciation des compétences professionnelles et un aspect chiffré (notation décidé par le directeur qui a le seul pouvoir). L'évaluation se fait dans le cadre d'un entretien entre l'infirmier et son supérieur hiérarchique qui est le cadre de santé.
Cet entretien donne lieu à une appréciation générale portant sur les compétences de l'infirmier et à des objectifs concernant la progression et la formation.

## Conditions de réussite de l'entretien
Pour qu'un entretien soit productif et respectueux du travail de l'agent, quelques points clefs doivent être respectés:
- Un temps de préparation est nécessaire pour évaluateur et l'évalué.
  - Avant l'entretien

Pour l'évalué: un rendez-vous est fixé 15 jours avant la date de l'entretien en re-précisant les objectifs fixés l'année précédente. L'agent devra préciser ses points forts et faibles, ses nouveaux objectifs centrés sur le développement de ses compétences et son projet professionnel.
Pour l'évaluateur: il doit préparer l'environnement, la discussion et réunir les faits pour argumenter ses appréciations.
- Pendant l'entretien[1]

L'évaluateur va préciser clairement le déroulement de l'entretien. Puis il aide l'agent à s'exprimer à partir de la trame de l'entretien préparée en amont. L'évaluateur devra pratiquer l'écoute active, il met l'accent sur les résultats et non la personnalité, il évite le débat en fixant des objectifs clairs, stimulants et réalisables. Il centre sur l'avenir et non le passé. Il souligne les points forts autant que les points faibles à améliorer.
Il termine l'entretien sur une note positive en consignant par écrit les objectifs et les accords, signés par l'évaluateur et l'évalué.

## Dans le contexte de la fonction publique en Belgique
Il est prévu dans le statut de la fonction publique pour les agents statutaires uniquement.

## L’entretien d’évaluation engendre-t-il une polémique?
L’entretien d’évaluation est globalement mis en pratique dans les entreprises. Il est généralement prisé en gestion des ressources humaines (GRH). En revanche, depuis plusieurs années, il est devenu critiqué et problématique pour beaucoup (Cerdeblom,1982 ; Gilbert, Yalenios, 2020). L’entretien d’évaluation serait un « rituel de pouvoir » en répondant à des forces « isomorphiques » (DiMaggio et Powell, 1983 ; Meyer et Rowan, 1977).

### La pratique de l’évaluation
Selon Gosling et Murphy en 1994, l’entretien d’évaluation est mal utilisé dans les organismes. La méthodologie mise en place pour l'entretien d’évaluation n’est pas fermement établie puisque le contenu et la forme des fiches d’entretien sont difficiles à définir et les items de la grille d’évaluation sont difficiles à remplir. Comme le dit Gilbert et Yalenios en 2020, « elles négligent les fonctions implicites de l’évaluation individuelle en ne s’attachant qu’aux fonctions explicites de cette instrumentation, officielles et affichées. » Il est donc compliqué pour l’évaluateur et l’évalué de la comprendre. La pratique ne fonctionne pas comme prévu, il y a toujours un écart entre les objectifs souhaités attendus et les résultats effectifs entre la hiérarchie et l’employé, ce qui pose un problème dans la communication de la finalité de cet entretien (Trépo et all. 2002).
L’entretien d’évaluation est mis en place par les entreprises dans le but de motiver les salariés en faisant le point où ils en sont. Mais Dejours, fait une relation, une très net corrélation entre les entretiens annuels de travail et les suicides. Les salariés sont stressés et pris dans un processus qu’ils ne maitrisent pas et qu’en fait, personne ne maitrise. Finalement la souffrance au travail est un effet rapidement constaté alors que les objectifs officiels sont plutôt favorables à l’augmentation de performance et doivent jouer aux bénéfices des salariés. Mais les choses ne se passent pas comme cela.

### Le travail est-il évaluable?
D’après Lewis et William 2004, « Le résultat de nombreuses appréciations de performance est de diminuer plutôt que d’augmenter la performance. Parmi les raisons de cette baisse, citons la croyance des évalués qu’ils sont jugés sur de mauvaises bases, de choses par la mauvaise personne à savoir une personne non objective et donc injuste. » Les évaluateurs qui sont dans le plaisir de l’évaluation sont dans la recherche du pouvoir sur autrui. Ils sont dans un rapport de domination (Boussard et Maugeri, 2003). De l’autre côté les évaluateurs qui considèrent que cela ne sert pas à grand-chose, qui ne savent pas bien le pratiquer, le font tout de même, nous sommes donc dans le rituel social pur en expédiant les protocoles d’évaluation. Tout le monde signe sur des banalités et finalement l’entretien d’évaluation ne change rien pour les salariés. En revanche beaucoup ressentent le désir d’être évalués (Vidaillet, 2013) en pensant que l’entretien d’évaluation va leur permettre une évolution, une promotion comme il a été décrit par les supérieurs.

#### Justice organisationnelle[11]
Nous nous apercevrons que le sentiment subjectif d’être pris en compte, d’être écouté, est un indicateur très fort du bien-être au travail et donc c’est la justice organisationnelle qui ne peut être calculé. Un salarié au travail fait une sorte de ratio entre ce qu’il estime être sa contribution et son salaire alors deux cas de figure peuvent apparaitre :
-         La cohérence du salaire par rapport aux efforts fournis :
o  S’il n’est pas assez rémunéré par rapport à son investissement
o  S’il est sur rémunéré par rapport à son investissement
Dans les deux cas où cela ne coïncide pas c’est de l’injustice organisationnelle. Donc le comportement va dévier par rapport au travail. Il se compare avec les autres donc il fait le même calcul pour leur collègue. Quand il se rend compte d’une différence, le sentiment d’injustice va s’accroitre. C’est un processus puissant qui va faire que l’entretien d’évaluation annuel ne va pas prendre en compte ce que la personne s’empare. Sous évaluer la capacité du salarié à se comparer et donc de réaliser la tâche. Si son collègue gagne plus que lui en faisant moins, il peut se permette de moins faire car il ne gagne pas le même salaire. Cet élément n’est pas forcement pris en compte dans ce rituel social.
En même temps, il y a un aspect formel technique de l’évaluation du travail. Le travail peut être évalué mais différemment. Il ne faut pas enlever l’idée de l’entretien d’évaluation mais plutôt de le « déconstruire » pour le « reconstruire » (Dehouck, Edey Gmassou, Lasagne, 2018).

### Existe-t-il un lien entre le travail, son évaluation et les apprentissages qui seraient nécessaire pour atteindre cette qualité de travail?

#### Notion de performance et de compétence
Si la performance est bien la conformité au niveau attendu par la tâche, cela ne veut pas dire qu’il y a une sorte de compétence. Pour évaluer une compétence, il faut être dans l’agir. Si la performance est du côté de la tâche, la compétence est du côté du salarié, c’est-à-dire de l’ensemble des stratégies, de son savoir-faire, de son habileté et de son rapport à l’environnement qui va faire qu’il sera capable de s’ajuster au travail réel. Or quand nous regardons juste la tâche, nous sommes sur des tâches désincarnées, standardisées qui ne peuvent pas tenir compte des caractéristiques et des situations telles qu’elles existent.
L’écart entre la tâche et l’activité peut être modélisée. L’écart entre la performance attendue de la tâche et de la compétence du salarié en termes de ce qu’il est en tant que personne et de tous ce qu’il est au travail. Donc la critique peut être vu de cette manière pour le rituel social allant jusqu’ à la possibilité de baisse de performance et l’augmentation de la souffrance au travail et allant peut-être potentiellement jusqu’à un certain nombre de suicide au travail comme le montre Dejours.